# Абилов, Махмуд Абдул-Рзаевич
Махмуд Абдулрзаевич Абилов (лезг. Абилрин Абдулрзадин Магьмуд) (15 сентября 1898—2 января 1972) — советский военный деятель, генерал-майор (1945).

## Биография
Махмуд Абдулрзаевич Абилов родился 15 сентября 1898 года в селе Укур (ныне — в Гусарском районе Азербайджана) в семье лезгинского крестьянина.
Учился в школе, расположенной на станции Ялама, но не закончил из-за смерти в 1915 году отца, а в 1917 — матери. После смерти отца работал на железнодорожной станции Ялама.

## Военная служба

### Гражданская война
В апреле 1920 года добровольно вступил в ряды Красной армии. Служил красноармейцем 1-й Иранской стрелковой бригады 11-й армии. В этом же году вступил в коммунистическую партию. Участвовал в Гражданской войне в России: принимал участие в боях в горах Коджарии, в Тифлисской операции, против военных отрядов меньшевистского правительства Грузинской демократической республики и установлении советской власти в Грузии.

### Межвоенный период
В 1922 году Абилов закончил Бакинскую военную школу по подготовке младших командиров. С октября 1922 по март 1924 года служил командиром взвода 2-й стрелковой роты 49-го стрелкового полка 17-й Нижегородской стрелковой дивизии, расположенной на Дальнем Востоке. Затем переведён в 77-ю Азербайджанскую горно-стрелковую дивизию, где служил командиром взвода дивизионной школы, а с августа 1926 по июнь 1929 года командиром роты 3-го Бакинского стрелкового полка этой же дивизии в Ленкорани. С 1929 по июль 1930 года курсовой командир пехотной школы в Тифлисе, затем — помощник командира роты, а с августа 1932 по июль 1937 года — командир роты Тбилисского военного училища. Затем Махмуд Абилов был переведён в Кировабад и был назначен на должность командира 230-го стрелкового полка 77-й Азербайджанской стрелковой дивизии.
В 1938 году прошёл переподготовку в Москве на курсах «Выстрел», после окончания которых Абилов был направлен на Дальний Восток и был назначен начальником разведотдела штаба 2-й отдельной стрелковой бригады 59-го стрелкового корпуса. В том же году принимал участие в боях у озера Хасан, а в 1939 году — в боях у реки Халхин-Гол. После окончания боёв у Халхин-Гола Абилов был назначен на должность начальника штаба бригады, затем — на должность заместителя командира 105-й стрелковой дивизии.

### Великая Отечественная война
В августе 1941 года был направлен в Москву для прохождения курсов при Академии Генерального штаба Красной Армии, после окончания которых был назначен командиром вновь формируемой 146-й отдельной стрелковой бригады.
В апреле 1942 года сформированная из сибиряков 146-я стрелковая бригада была переброшена на Северо-Западный фронт в район Демянска, где вела тяжёлые оборонительные бои. Бригада отражала натиск частей немецкой 16-й армии. 3 августа 1942 года командующий 34-й армией генерал-лейтенант Н. Э. Берзарин, приказал полковнику Абилову в течение суток разработать план наступления на Белый Бор и выбить оттуда немецкие соединения. Совместно с офицерами штаба бригады Абилов разработал план операции по овладению этим населённым пунктом. В результате ожесточённых боёв с 5 по 26 августа 146-я стрелковая бригада овладела Белым Бором и прилегающими к нему высотами. За Демянскую операцию Махмуд Абилов был награждён орденом Красного Знамени.
После завершения Демянской операции и выхода к Старой Руссе бригада Абилова была сосредоточена в Калуге, где на базе бригады была сформирована 70-я стрелковая дивизия, переброшенная затем под Смоленск. В составе Западного фронта 70-я стрелковая дивизия, наступая на Ельню, приняла активное участие в освобождении деревни Ярославль.
С июля по сентябрь 1943 года 70-я стрелковая дивизия, ведя наступательные бои, успешно форсировала реку Сож. Дивизия с боями быстро продвигалась к границам Белорусской ССР. На подступах к трассе Орша — Могилёв дивизия наткнулись на укреплённые немецкие позиции. По словам Махмуда Абилова, дивизия могла попасть в окружение, по приказу командования дивизии с октября 1943 по май 1944 года 70-я стрелковая дивизия перешла к активной обороне.
С мая 1944 года Абилов находился в госпитале. После выздоровления был назначен на должность командира 250-й стрелковой дивизии 35-го стрелкового корпуса. Летом 1944 года 250-я дивизия неоднократно отличилась в наступательных операции «Багратион». 27 июля дивизия вместе с другими соединениями, штурмом овладела Белостоком. Вошедший первым в город полк 250-й дивизии получил почётное наименование «Белостокский». 6 сентября дивизия в составе 2-го Белорусского фронта штурмом овладела крепостью Остроленка на реке Нарев.
20 апреля 1945 года решением СНК СССР Махмуду Абилову было присвоено звание генерал-майора.

## Послевоенная биография
С июля 1946 года заместитель командира 96-й гвардейской стрелковой дивизии. С октября 1946 года заместитель командира 41-го стрелкового корпуса, затем командир этого корпуса. С мая 1948 года командир 216-й стрелковой дивизии.
Приказом Министерства обороны от 13 декабря 1955 года Махмуд Абилов был отправлен в отставку. Будучи на пенсии боевой генерал продолжал вести среди молодежи большую патриотическую работу.
Депутат Верховного Совета СССР III (1950—1954) и IV (1954—1958) созывов. Депутат Верховного Совета Азербайджанской ССР. Был членом ЦК Компартии Азербайджана.
Умер 30 января 1972 года. Похоронен на 1-й Аллее почётного захоронения Баку.

## Память
В честь Махмуда Абилова названы центральная площадь города Кусары, на которой установлен его памятник, школа на станции Ялама, колхоз в Кусарском районе, а также улицы в Кусары и Баку.

## Воинские звания
Подполковник — 28.04.1940;
Полковник;
Генерал-майор — 20.04.1945.

## Награды
За время службы Махмуд Абилов был награждён:
- Орден Ленина — 21.02.1945;
- Пять орденов Красного Знамени — 14.02.1943, 19.10.1944, 3.11.1944, 10.02.1945, 15.11.1950;
- Орден Суворова 2-й степени — 15.04.1945;
- Орден Кутузова 2-й степени — 28.09.1943;
- Орден Богдана Хмельницкого 2-й степени — 29.05.1945;
- Орден Красной Звезды;
- Медаль «XX лет Рабоче-Крестьянской Красной Армии» — 1938.
- Другие медали.
- Ордена ПНР и США;